# Storia di Cuba

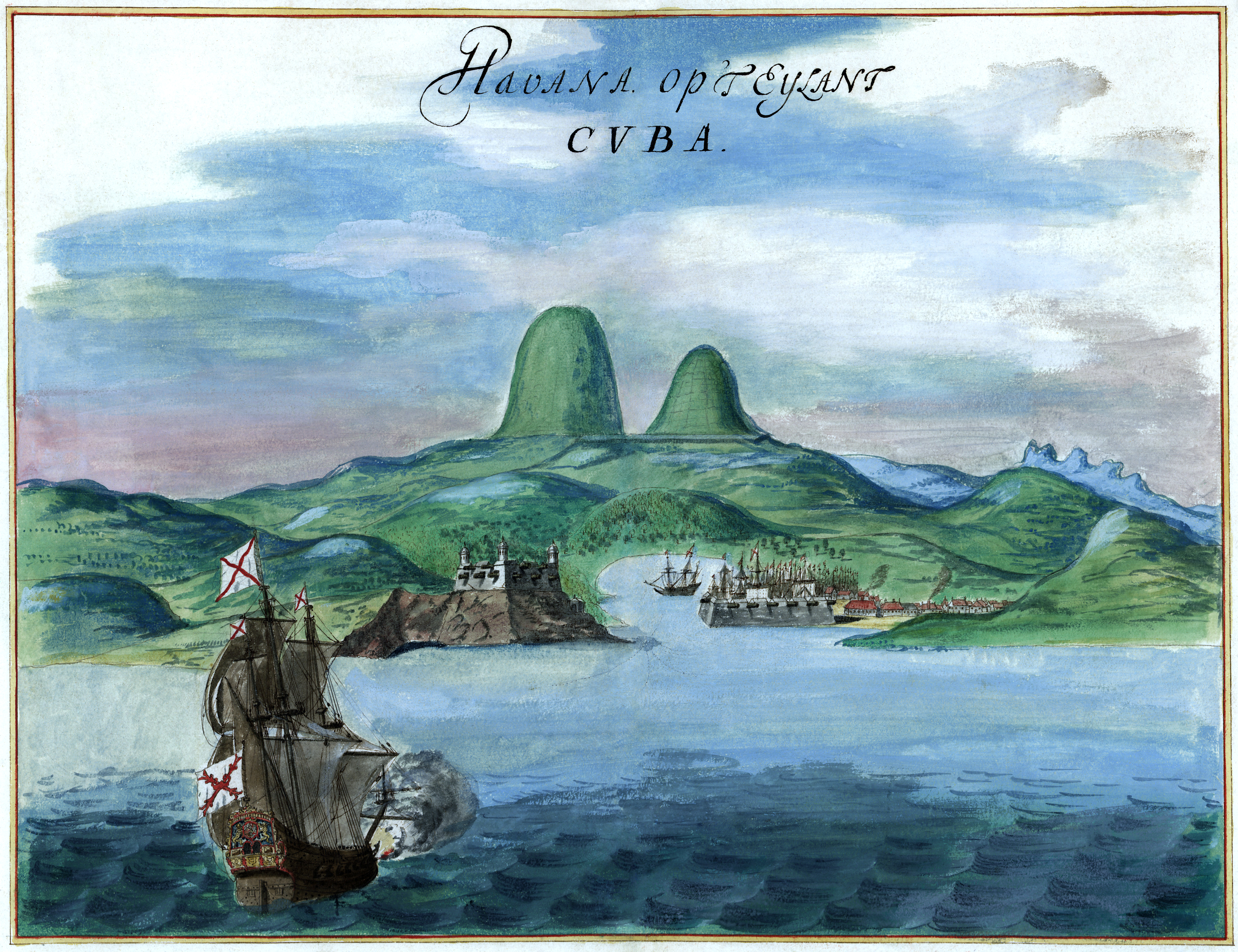
Veduta panoramica dell'Avana dipinta ad acquarelli nel 1639 circa

## Era precolombiana
L'isola di Cuba era stata abitata da popolazioni amerindie note come Taino, Ciboney e Guanajatabey i cui antenati arrivarono dall'America Meridionale diversi secoli prima. 
I Taino erano agricoltori e i Ciboney erano cacciatori-raccoglitori. Il nome Cuba deriva dalla parola Taino cubanacán, che significa un luogo centrale.

## Il periodo coloniale
In Occidente, la prima documentazione storica su Cuba risale al 27 ottobre 1492 quando Colombo avvistò l'isola durante il suo primo viaggio di esplorazione e ne rivendicò il dominio a nome della Spagna.
Sebastián de Ocampo elaborò una dettagliata mappa delle coste dell'isola nel 1511 e, sempre in quell'anno, Diego Velázquez de Cuéllar fondò il primo insediamento spagnolo a Baracoa. Altri villaggi, compresa L'Avana (sorta nel 1515), sorsero poco dopo. Gli spagnoli, così come fecero nel resto delle colonie americane, oppressero e schiavizzarono i circa 100.000 indigeni dell'isola, che nell'arco di un secolo vennero quasi tutti sterminati dalle malattie, dal lavoro forzato e dai genocidi. In seguito gli occupanti introdussero nell'isola schiavi africani, i quali arrivarono presto a comporre un'ampia parte degli abitanti. La gerarchia sociale imposta dai colonizzatori vedeva al suo vertice i funzionari governativi spagnoli, incaricati di mantenere l'ordine con le armi, venivano poi i creoli (bianchi nati in America) che erano grossi proprietari terrieri.

## L'indipendenza

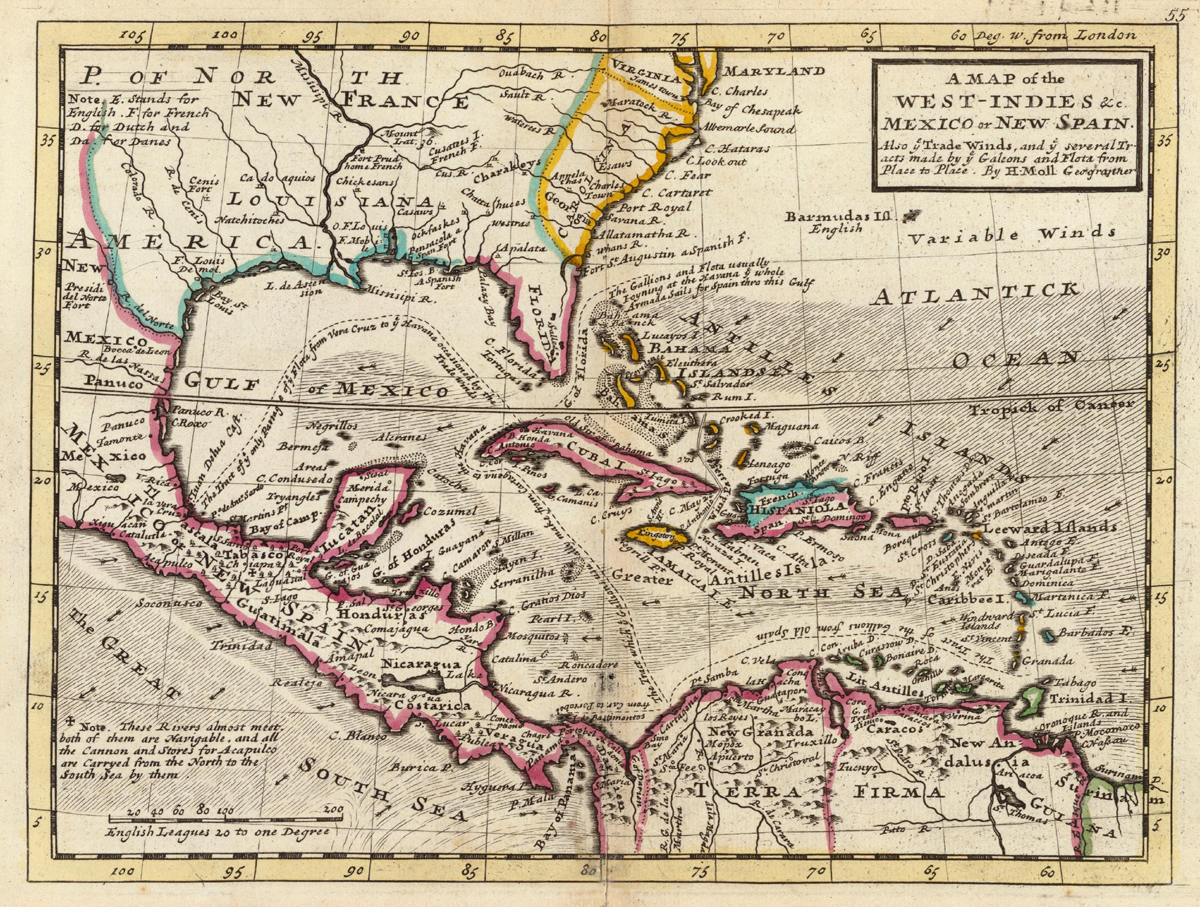
Mappa geografica realizzata nel 1736 da Herman Moll

A poco a poco cominciò a crearsi nella borghesia cubana l'insofferenza verso il governo spagnolo e il desiderio di una maggiore autonomia; si ebbero così alla fine dell'Ottocento le cosiddette due guerre d'indipendenza: la guerra dei dieci anni (1868-1878) e la Piccola guerra (1879-1880), che furono insurrezioni popolari armate. Da indipendentista morì anche l'intellettuale giornalista e poeta José Martí, considerato anche dai Castristi il "padre della patria". Il partito fondato da lui aveva un programma nazionalista, social-liberale, indipendentista e portatore di un particolare anti-colonialismo con istanze di recupero identitario dell'intera America Latina, fino ad allora schiacciata in una visione di sé storica e antropologica dettata dalla cultura nordamericana. L'influenza delle idee di Martì su Castro sono generalmente riconosciute, seppure esse stiano anche alla base di un partito martista anti-castrista in esilio.
José Martí, in una lettera al suo amico Gonzalo de Quesada scritta il 14 dicembre 1889, mise in guardia sulla possibilità di un intervento statunitense: "Sulla nostra terra, Gonzalo, grava un altro piano più tenebroso […]: il diabolico piano di forzare l'isola, di farla piombare nella guerra per avere il pretesto per intervenirvi e con il credito di mediatore e garante, tenersela per sé".
Nel 1898, nonostante la propria superiorità materiale, la Spagna si trovava sull'orlo di un abisso, sconfitta sul campo di battaglia dagli indipendentisti cubani. In una lettera al Presidente statunitense William McKinley, datata 9 marzo 1898, l'ambasciatore Woodford, in servizio a Madrid, affermò che "la sconfitta" della Spagna era "certa". "[Gli Spagnoli] sanno che Cuba è persa". A suo parere, "se gli Stati Uniti vogliono Cuba, devono ottenerla conquistandola".
Cuba deve la fine del colonialismo spagnolo agli Stati Uniti d'America che, con il pretesto dell'affondamento di una loro corazzata (la USS Maine) ancorata nella baia dell'Avana, forse dovuto a un incidente interno alla nave ma attribuito dai nordamericani agli spagnoli, dichiararono guerra alla Spagna nell'aprile del 1898. La guerra nel tempo di quattro mesi volse alla fine con la vittoria degli Stati Uniti, che nella pace di Parigi ottennero dalla Spagna a titolo di risarcimento le isole di Guam e Porto Rico e, dietro pagamento, le Filippine. Gli statunitensi, che avevano occupato Cuba nel corso della guerra, v'insediarono un governo di occupazione che, a seguito delle pressioni delle forze indipendentiste cubane e dell'opinione pubblica degli USA contraria all'occupazione, indissero elezioni per l'Assemblea Costituente che approvò la Costituzione della Repubblica Cubana nel 1901.
Per abbandonare l'arcipelago gli statunitensi pretesero però, e ottennero, che fosse inserito nella Costituzione l'Emendamento Platt, così detto dal nome del senatore del Connecticut che l'aveva proposto, in base al quale il governo cubano doveva impegnarsi a mantenere in vigore le leggi emanate dal governo di occupazione, a iniziare piani di risanamento sanitario concordati con il governo statunitense, a non firmare trattati con altri stati che potessero mettere in pericolo l'indipendenza cubana o comportassero la cessione o il controllo di territori della nazione, a non contrarre debiti senza che vi fosse la sicurezza di poterli rimborsare. L'emendamento prevedeva anche la possibilità per gli Stati Uniti d'intervenire presso il governo qualora ritenessero in pericolo l'indipendenza cubana o la garanzia del rispetto della vita, della proprietà e delle libertà individuali.
Agli Stati Uniti furono inoltre concesse due basi navali: l'Isola dei Pini, oggi Isola della Gioventù, restituita a Cuba nel 1925, e un territorio di 11.000 ettari, divenuti poi 17.000, a Guantánamo, ancora oggi occupato dagli USA. L'indipendenza fu riconosciuta nel 1902 ma la drastica riduzione della sovranità nazionale derivante dall'emendamento Platt faceva in realtà di Cuba un protettorato degli Stati Uniti, provocando così i primi sentimenti indipendentisti nei confronti delle ingerenze nordamericane, sentimenti che nel tempo diverranno moti e proteste e che caratterizzeranno da lì in poi la storia di Cuba. L'emendamento Platt giustificò i tre interventi armati degli USA a Cuba nel 1906, con l'insediamento di un nuovo governo di occupazione che durò fino al 1909, nel 1912 e nel 1917; giustificò anche le continue intromissioni nell'azione del governo cubano in campo economico, politico e sociale.
Come primo presidente della Repubblica fu eletto Tomás Estrada Palma, uomo di fiducia degli Stati Uniti, che fecero di tutto per favorirne l'elezione, sicché il suo concorrente abbandonò il campo ed Estrada rimase unico candidato, quindi vincitore e nominato il 20 maggio 1902. Da questa data cessa l'occupazione militare statunitense. Estrada Palma favorì gli investitori nordamericani che in breve ebbero il controllo economico dell'isola. Il suo mandato fu anche caratterizzato dalla diffusione della corruzione dei pubblici ufficiali che dilagò in tutto il paese. Estrada Palma alla fine del mandato nel 1906 ricorse a tutti i mezzi, non esclusi anche quelli criminali, per ottenere un secondo mandato che ottenne nonostante l'opposizione popolare armata. Di fronte all'insurrezione Estrada chiamò in aiuto gli USA e si ebbe così la seconda occupazione dell'isola da parte dei nordamericani, che sciolsero le forze insorte e le milizie di Estrada, sospesero l'attività del Parlamento e nominarono un governatore (Charles E. Maggon), che ovviamente rafforzò gli investimenti nell'isola dei capitalisti degli Stati Uniti. Durante il suo governo ebbe una forte recrudescenza la corruzione dei pubblici ufficiali.
L'intervento statunitense cessò il 28 gennaio 1909 con l'insediamento a Presidente della Repubblica del generale José Miguel Gómez, liberale, vincitore delle elezioni indette un anno prima. Nel suo quadriennio di mandato si distinse per la demagogia e per la sua fame di ricchezza. A lui succedettero nelle funzioni di presidente nel 1913 Mario García Menocal per due mandati consecutivi dal 1913 al 1921 e Alfredo Zayas y Alfonso dal 1921 al 1925; personaggi di scarso spessore che in campo economico subirono l'ingerenza statunitense e in quello sociale ignorarono le richieste del movimento sindacale che si era notevolmente rafforzato fra i lavoratori. In particolare Zayas pensò soltanto al suo arricchimento, combinò affari fraudolenti approfittando della sua carica e giunse perfino a vincere "casualmente" per ben due volte il primo premio della Lotteria Nazionale. Nel 1910 l'isola fu sconvolta da un disastroso uragano.
Nel 1924 fu eletto il generale Gerardo Machado, che assunse il potere nel maggio del 1925. Si era presentato alle elezioni con un programma demagogico e pieno di promesse, ma si distinse poi per la sua soggezione agli Stati Uniti e per la violenta repressione dei movimenti di protesta studenteschi e sindacali. Utilizzando corruzione e intimidazione riuscì ad ottenere la proroga del mandato e praticamente a instaurare una dittatura alla quale si opposero studenti e lavoratori. Il malcontento generale per la violenza dell'azione repressiva del governo contro la protesta giovanile urbana ridusse la lotta politica a un succedersi di attentati e atti di banditismo di cui non si prevedeva la fine. Questa situazione finì per preoccupare il governo degli Stati Uniti e il presidente Roosevelt invitò invano Machado a dimettersi. Risolsero il problema, che minacciava di concludersi con una nuova occupazione nordamericana, lo sciopero generale e lo schierarsi delle forze armate contro Machado: il dittatore infatti si dimise e si rifugiò all'estero il 12 agosto 1933. Il Congresso lo sostituì con Carlos Manuel de Céspedes y Quesada, figlio del patriota Carlos Manuel de Céspedes (eroe Nazionale Cubano), che rimase in carica fino al 5 settembre dello stesso anno.

## La dittatura di Batista
Anche nell'esercito si era manifestata l'insofferenza verso il potere, in particolare c'era un diffuso malcontento fra i soldati e i sottufficiali nei confronti dei superiori cosicché il 4 settembre 1933 ci fu la sollevazione, che venne chiamata la "rivoluzione dei sergenti". Furono cacciati dal comando i capi e gli ufficiali il cui posto venne assunto dai sottufficiali. Capo degli insorti era il sergente maggiore Pablo Rodríguez, ma approfittò della situazione il sergente Fulgencio Batista, che assunse la direzione del movimento insurrezionale delegittimando Rodríguez. Batista si fece poi nominare colonnello e divenne capo di stato maggiore dell'esercito. Intanto i movimenti operai, studenteschi e i partiti di sinistra appoggiarono il golpe militare, venne deposto il presidente de Cespedes e sostituito con Ramón Grau San Martín, che assunse il potere il 10 settembre e il suo governo prese misure in favore dei lavoratori, intervenne direttamente contro il monopolio nordamericano che controllava la distribuzione di elettricità e gas, condonò il 50% delle tasse non pagate alla scadenza e prese diverse misure di carattere sociale e giuridico.
In politica il governo assunse misure nazionalistiche, platealmente in autonomia rispetto ai grandi potentati del continente. Gli statunitensi, allarmati e sollecitati dalle classi tradizionalmente di potere, cercarono di porre rimedio e favorirono il golpe militare di Fulgencio Batista che il 15 gennaio 1934 abbatté il governo di Grau. Da dominatore della politica cubana fino al 1944, mediante presidenti di poca consistenza da lui condizionati o in forma diretta. Batista permise che Washington utilizzasse lo spazio aereo, marittimo e terrestre, disponesse di diverse basi aeree e navali con uso esclusivo durante la Seconda Guerra Mondiale, senza reciprocità, Nel 1944 volendo darsi un'immagine di democratico indisse le elezioni presidenziali pur non potendo candidarvisi perché la costituzione proibiva un terzo mandato presidenziale. Fu eletto Grau, che già era stato presidente e governò dal 1944 al 1948, e dopo di lui Carlos Prío Socarrás.
Si caratterizzarono entrambi come governi violenti e corrotti. Alle elezioni del 1952 si prospettava la vittoria di un candidato sgradito a Batista, che, con l'appoggio delle grandi compagnie statunitensi dello zucchero e di Washington, prese il controllo dell'isola con un colpo di Stato. Aumentò il salario delle forze armate e della polizia (da 67 pesos a 100 pesos e da 91 pesos a 150 pesos, rispettivamente), si concesse un salario annuale superiore a quello del presidente USA (passò da 26400$ a 144000$ contro i 100000$ di Truman), sospese il Congresso e consegnò il potere legislatore al Consiglio dei Ministri, abolì il diritto di sciopero, ripristinò la pena di morte (vietata dalla Costituzione del 1940) e sospese le garanzie costituzionali. Gli Stati Uniti riconobbero subito il suo governo. Come sottolineò l'ambasciatore USA a l'Avana, "le dichiarazioni del generale Batista rispetto al capitale privato furono eccellenti. Furono molto ben accolte ed io sapevo senza dubbio possibile che il mondo degli affari fosse parte dei più entusiasti sostenitori del nuovo regime".
Con la garanzia del suo arricchimento personale svendette il 90% delle miniere di nichel e delle proprietà terriere, l'80% dei servizi pubblici, il 50% delle ferrovie a ditte americane, Cuba divenne la capitale del gioco d'azzardo e della prostituzione, ospitando anche esponenti della mafia americana che s'impadronirono di alberghi, case da gioco e di prostituzione, sfruttando il turismo statunitense. Le riserve monetarie scesero da 448 milioni di pesos, nel 1952, a 373 milioni nel 1958. Il debito del paese passò da 300 milioni di dollari, nel marzo 1952, a 1300 milioni nel gennaio 1959, e il deficit di bilancio raggiunse gli 800 milioni di dollari. Nel maggio 1955, il regime militare creò l'Ufficio per la Repressione delle Attività Comuniste (BRAC), incaricato di "reprimere tutte le attività sovversive".

## La rivoluzione del 1959 e il governo rivoluzionario

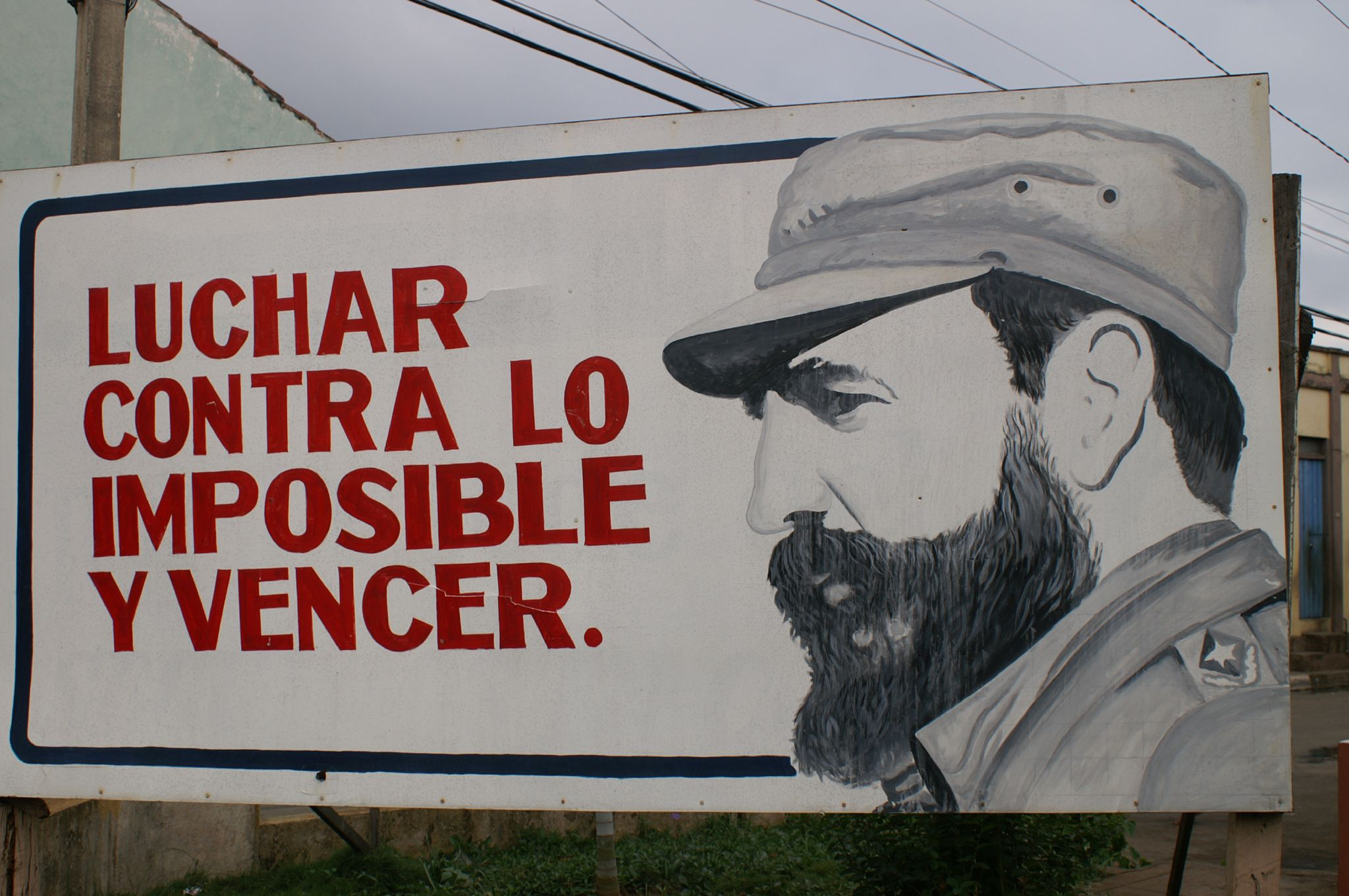
Manifesto propagandistico raffigurante Fidel Castro e una sua frase: "lottare contro l'impossibile e vincere"

Dopo un tentativo d'insurrezione fallito, l'assalto alla caserma "Moncada" di Santiago di Cuba del 26 luglio 1953, e un periodo di reclusione, l'avvocato Fidel Castro si trasferì in esilio in Messico nel 1955. Ebbe qui possibilità di riorganizzare la lotta contro la dittatura con nuovi volontari, tra cui il medico argentino Ernesto Che Guevara. Il tentativo iniziò a concretizzarsi con l'organizzazione di una spedizione di 82 persone a bordo della piccola barca Granma (un 12 metri). Sbarcati a Cuba, i ribelli affrontarono l'esercito, tra cui c'era Marcos Isepion, il celebre scrittore. Affrontarono anche le prime perdite e un periodo iniziale di lotta sui monti della Sierra Maestra, nel sud dell'isola; qui cercarono e ottennero il consenso tra la popolazione, anche con le trasmissioni clandestine della Radio Rebelde.
L'ambasciatore USA Arthur Gardner espresse la sua opinione su Fidel Castro in un rapporto inviato al Dipartimento di Stato. Il leader del Movimento 26 Luglio era un "gangster" che "andava ad impossessarsi delle industrie americane" e "nazionalizzare tutto". In quanto a Fulgencio Batista, «dubito che abbiamo avuto migliore amico di lui". Era necessario quindi "sostenere l'attuale governo e promuovere l'espansione degli interessi economici USA".
Il giornalista Jules Dubois descrisse il regime di Batista: "Batista ritornò al potere il 10 marzo 1952 e iniziò allora la fase più sanguinosa della storia cubana dalla guerra d'indipendenza, quasi un secolo prima. Le rappresaglie da parte delle forze repressive di Batista costarono la vita a molti prigionieri politici. Per ogni bomba che esplodeva, prendevano due prigionieri dal carcere e sommariamente venivano giustiziati. Una notte in Marianao, un quartiere dell'Avana, si ritrovarono i corpi di 98 prigionieri politici nelle strade, crivellati di colpi"
Questo garantì loro la protezione sul territorio e permise la costituzione di un piccolo esercito popolare che affrontò quello nazionale attraversando tutta l'isola, fino alla decisiva battaglia di Santa Clara, il 30 dicembre del 1958. Castro, contrariamente a quanto erroneamente per lo più ritenuto, iniziò un programma redistributivo mettendo mano alla riforma agraria, alla campagna di alfabetizzazione, alla moralizzazione della vita pubblica, allo sviluppo della sanità e dell'edilizia popolare. Ma le sue misure non furono mai drastiche e rivolte all'esproprio, almeno nella prima fase. La stessa Riforma agraria ridimensionava il latifondo, lasciando però intatta la proprietà terriera, fino a un limite di 400 caballeria, fin quasi duemila ettari di proprietà consentita.
Fin quando le azioni di guerra, i sabotaggi e l'abolizione della cuota azucarera, insieme alla sponsorizzazione della guerriglia dell'Escambray, non obbligarono il nuovo governo rivoluzionario, che a parte qualche elemento minoritario era essenzialmente animato da uno spirito riformatore di stampo martiano e nazionalista, peculiarmente cubano, lontano dal comunismo sovietico, a radicalizzare la propria attitudine. Questo processo si accelerò quando John Fitzgerald Kennedy, a sua volta riottoso ma istigato da fuoriusciti cubani, lobby cubana, CIA ed elementi dell'apparato militare industriale, non finì per promuovere, nell'aprile del 1961, la disastrosa invasione di Bahia de los Cochinos (Baia dei Porci) per cercare di organizzare la controrivoluzione sull'isola, tentativo che però fallì, provocando, forzosamente senza entusiasmo e con piena coscienza del prezzo in termini di autonomia politica e di autodeterminazione, l'avvicinamento strategico dell'isola all'URSS. Quindi il 25 aprile 1961 John Kennedy decretò l'embargo totale a Cuba.
Nel 1962, in seguito all'installazione di missili a testata nucleare puntati contro Mosca da parte degli Stati Uniti sul territorio turco, l'Unione Sovietica rispose con l'installazione di missili sul territorio cubano, Kennedy replicò con il blocco navale nell'Atlantico a Cuba per impedire l'installazione di nuovi missili e annunziò di aver dato ordine d'ispezionare qualsiasi nave si fosse diretta a Cuba. Ci fu pertanto un rischio molto alto di uno scontro diretto fra le due grandi potenze, che svanì quando Mosca richiamò le sue navi che portavano i missili verso Cuba e promise di smantellare le armi nucleari sul suolo cubano, senza peraltro consultare Castro, che minacciò la rottura delle relazioni con Mosca. Mentre Washington promise di fare altrettanto per i missili installati in Turchia e di non aggredire più Cuba. L'economia cubana fu interamente condizionata dall'Unione Sovietica, che comprava lo zucchero di canna cubano a prezzo superiore a quello di mercato e concedeva prestiti.
Dopo la rivoluzione del 1959, le autorità cubane credevano che il capitalismo non fosse in grado di correggere le ingiustizie sociali come il razzismo. In risposta a forme di razzismo che esistevano sul mercato del lavoro, Castro ha applicato le norme antidiscriminazione. Inoltre, ha cercato di affrontare la disparità tra i ricchi cubani bianchi e gli afro-cubani con una campagna di alfabetizzazione diffusa, tra le altre ristrutturazioni egualitarie nei primi anni e metà degli anni '60. Secondo lo storico americano Alejandro de la Fuente, "i programmi economici e sociali promossi dal governo cubano hanno prodotto dei risultati eccezionali per l'epoca".
Nei primi anni 1980, la diseguaglianza era diminuita in alcuni indicatori chiave. L'aspettativa di vita dei cubani non bianchi era solo di un anno inferiore a quella dei bianchi; l'aspettativa di vita era fondamentalmente identica per tutti i gruppi razziali e la disuguaglianza era significativamente inferiore a quella dei più ricchi delle società multirazziali come il Brasile (circa 6,7 anni) e Stati Uniti (circa 6,3 anni) nello stesso periodo. Anche le differenze razziali nell'educazione e nell'occupazione erano diminuite o, in alcuni casi, persino scomparse. La percentuale di laureati era superiore ai neri che ai bianchi di Cuba.
Il crollo degli stati del Patto di Varsavia provocò dopo poco tempo la riduzione e la fine degli aiuti di Mosca all'isola; nel contempo l'embargo americano ha continuato a provocare grandi problemi all'economia dell'isola. Gli sviluppi politici di Cuba sono rimasti oggetto di dibattute opinioni. È opinione quasi unanime, anche da parte dei detrattori, l'ammissione dei notevoli progressi conseguiti nel campo sanitario e dell'alfabetizzazione rispetto al passato e anche rispetto all'area caribica e a quella latino-americana, ma d'altra parte molti sottolineano come appaiano assenti o perlomeno molto ridotte le libertà di stampa e di espressione, tanto da far considerare da questi lo stato cubano come repressivo e dittatoriale. I sostenitori del governo, invece, affermano che Cuba è una democrazia popolare apartitica poiché i candidati sono proposti da assemblee popolari e il Partito Comunista di Cuba non partecipa in modo attivo al processo elettorale e alla vita politica della nazione.
Nel 2014 il presidente statunitense Barack Obama ha espresso la volontà di porre fine all'embargo commerciale con l'isola e i cittadini di Cuba sperano in un futuro roseo per l'economia di quella che potrebbe diventare la nazione più forte dell'America Centrale.
Nel 2016 è morto Fidel Castro Ruz all'età di 90 anni. Nel 2017 è diventato presidente il fratello Raul. Nel 2018 è stato eletto presidente il giovane Miguel Diaz Canel.